# 渡边保夫
渡边保夫（日语：／ Watanabe Yasuo，1944年2月21日—），日本男子摔跤运动员。他曾代表日本参加世界摔跤锦标赛，获得一枚铜牌。他也曾参加1964年夏季奥林匹克运动会，获得男子自由式78公斤级第五名。